# Jugendgesetz der DDR
Das Jugendgesetz der DDR wurde am 28. Januar 1974 von der Volkskammer der Deutschen Demokratischen Republik beschlossen und im Gesetzblatt der Deutschen Demokratischen Republik von 1974 im Teil I, ab Seite 45 veröffentlicht. Die ursprüngliche Fassung des Gesetzes stammt vom 4. Mai 1964. Dieses ersetzte das am 8. Februar 1950 erlassene Gesetz über die Teilnahme der Jugend am Aufbau der DDR und die Förderung der Jugend in Schule und Beruf, bei Sport und Erholung, welches damit aufgehoben wurde. Das Jugendgesetz der DDR wurde durch den Einigungsvertrag aufgehoben und durch das SGB VIII ersetzt.

## Inhalt
Das Jugendgesetz mit dem vollständigen Titel Gesetz über die Teilnahme der Jugend der Deutschen Demokratischen Republik an der Gestaltung der entwickelten sozialistischen Gesellschaft und über ihre allseitige Förderung in der Deutschen Demokratischen Republik bestand aus neun Kapiteln:
- I. Die Entwicklung der Jugend zu sozialistischen Persönlichkeiten
- II. Die Förderung der Initiative der werktätigen Jugend
- III. Die Förderung der Initiative der lernenden und studierenden Jugend
- IV. Das Recht und die Ehrenpflicht der Jugend zum Schutz des Sozialismus
- V. Die Entfaltung eines kulturvollen Lebens der Jugend
- VI. Die Entwicklung von Körperkultur und Sport unter der Jugend
- VII. Die Gestaltung der Arbeits- und Lebensbedingungen der Jugend
- VIII. Die Feriengestaltung und Touristik der Jugend
- IX. Die Leitung der staatlichen Aufgaben sozialistischer Jugendpolitik.

## Gesetzestexte
- Gesetz über die Teilnahme der Jugend am Aufbau der DDR und die Förderung der Jugend in Schule und Beruf, bei Sport und Erholung vom 8. Februar 1950 im Gesetzblatt der DDR, 1950, S. 95ff.
- Gesetz über die Teilnahme der Jugend der Deutschen Demokratischen Republik am Kampf um den umfassenden Aufbau des Sozialismus und die allseitige Förderung ihrer Initiative bei der Leitung der Volkswirtschaft und des Staates, in Beruf und Schule, bei Kultur und Sport - Jugendgesetz der DDR - vom 4. Mai 1964 im Gesetzblatt der DDR, Teil I Nr. 4 vom 6. Mai 1964, S. 75ff., Digitalisat.
- Gesetz über die Teilnahme der Jugend der Deutschen Demokratischen Republik an der Gestaltung der entwickelten sozialistischen Gesellschaft und über ihre allseitige Förderung in der Deutschen Demokratischen Republik (Jugendgesetz der DDR) vom 28. Januar 1974 im Gesetzblatt der DDR, Teil I Nr. 5 vom 31. Januar 1974, S. 45ff., Digitalisat.